# Major League Soccer (2008)
Major League Soccer w roku 2008 był trzynastym sezonem tych rozgrywek. Po raz pierwszy w historii mistrzem MLS został klub Columbus Crew, natomiast wicemistrzem New York Red Bulls.

## Sezon zasadniczy

### Konferencja Wschodnia
| #  | Drużyna                | M  | Z  | R | P  | Bramki | Punkty | Uwagi    |
| -- | ---------------------- | -- | -- | - | -- | ------ | ------ | -------- |
| 1. | Columbus Crew          | 30 | 17 | 6 | 7  | 50:36  | 57     | Play Off |
| 2. | Chicago Fire           | 30 | 13 | 7 | 10 | 44:33  | 46     | Play Off |
| 3. | New England Revolution | 30 | 12 | 7 | 11 | 40:43  | 43     | Play Off |
| 4. | Kansas City Wizards    | 30 | 11 | 9 | 10 | 37:39  | 42     | Play Off |
| 5. | New York Red Bulls     | 30 | 10 | 9 | 11 | 42:48  | 39     | Play Off |
| 6. | D.C. United            | 30 | 11 | 4 | 15 | 43:51  | 37     |          |
| 7. | Toronto FC             | 30 | 9  | 8 | 13 | 34:43  | 35     |          |

### Konferencja Zachodnia
| #  | Drużyna              | M  | Z  | R  | P  | Bramki | Punkty | Uwagi    |
| -- | -------------------- | -- | -- | -- | -- | ------ | ------ | -------- |
| 1. | Houston Dynamo       | 30 | 13 | 12 | 5  | 45:32  | 51     | Play Off |
| 2. | Chivas USA           | 30 | 12 | 7  | 11 | 40:41  | 43     | Play Off |
| 3. | Real Salt Lake       | 30 | 10 | 10 | 10 | 40:39  | 40     | Play Off |
| 4. | Colorado Rapids      | 30 | 11 | 5  | 14 | 44:45  | 38     |          |
| 5. | FC Dallas            | 30 | 8  | 12 | 10 | 45:41  | 36     |          |
| 6. | San Jose Earthquakes | 30 | 8  | 9  | 13 | 32:38  | 33     |          |
| 7. | Los Angeles Galaxy   | 30 | 8  | 9  | 13 | 55:62  | 33     |          |

Aktualne na 8 kwietnia 2018. Źródło:
Zasady ustalania kolejności: 1. liczba zdobytych punktów; 2. różnica zdobytych bramek; 3. większa liczba zdobytych bramek.

## Play off
W ćwierćfinale rozgrywano dwumecze, nie obowiązywała zasada bramek na wyjeździe. Półfinały i finał rozgrywano w formie pojedynczego meczu. Gdy rywalizacja w dwumeczu ćwierćfinałowym jak i w meczach półfinałowych lub finałowym był remis, rozgrywano dogrywkę 2 x 15 minut.

### Ćwierćfinał

#### Para nr 1
| 11 listopada 2008 | Kansas City Wizards                    | 1:1   | Columbus Crew                         |                                                                    |
| 19:00 CDT         | Davy Arnaud 53'                        | (0:0) | 90+2' Steven Lenhart                  | T-Bones Stadium, Kansas City Widzów: 10 385 Sędzia: Jorge Gonzalez |
| 19:00 CDT         | Jack Jewsbury 40' · Hérculez Gómez 75' | (0:0) | 84' Gino Padula · 90+3' Brian Carroll | T-Bones Stadium, Kansas City Widzów: 10 385 Sędzia: Jorge Gonzalez |

| 28 listopada 2008 | Columbus Crew                                                               | 2:0   | Kansas City Wizards              |                                                                       |
| 19:30 EST         | Brad Evans 7' · Robbie Rogers 57'                                           | (2:0) |                                  | Mapfre Stadium, Columbus, Ohio Widzów: 11 153 Sędzia: Ricardo Salazar |
| 19:30 EST         | Brad Evans 63' · Robbie Rogers 66' · Frankie Hejduk 87' · Emmanuel Ekpo 90' | (2:0) | 39' Davy Arnaud · 49' Tyson Wahl | Mapfre Stadium, Columbus, Ohio Widzów: 11 153 Sędzia: Ricardo Salazar |

Dwumecz wygrało Columbus Crew wynikiem 2:1.

#### Para nr 2
| 130 października 2008 | New England Revolution                      | 0:0   | Chicago Fire                                                 |                                                                            |
| 19:30 EDT             |                                             | (0:0) |                                                              | Foxboro Stadium, Foxborough, Massachusetts Widzów: 5 221 Sędzia: Alex Prus |
| 19:30 EDT             | Abdoulie Mansally 42' · Mauricio Castro 73' | (0:0) | 16' Bakary Soumare · 59' Logan Pause · 69' Cuauhtemoc Blanco | Foxboro Stadium, Foxborough, Massachusetts Widzów: 5 221 Sędzia: Alex Prus |

| 26 listopada 2008 | Chicago Fire                                               | 3:0   | New England Revolution                                           |                                                                         |
| 19:30 CST         | Chris Rolfe 45+2' · Wilman Conde 47' · Gonzalo Segares 74' | (1:0) |                                                                  | SeatGeek Stadium, Chicago, Illinois Widzów: 17 312 Sędzia: Jair Marrufo |
| 19:30 CST         | John Thorrington 36' · Jon Busch 62'                       | (1:0) | 7', 83' Chris Albright · 45+2' Amaechi Igwe · 53' Shalrie Joseph | SeatGeek Stadium, Chicago, Illinois Widzów: 17 312 Sędzia: Jair Marrufo |

Dwumecz wygrało Chicago Fire wynikiem 3:0.

#### Para nr 3
| 11 listopada 2008 | New York Red Bulls                       | 1:1   | Houston Dynamo   |                                                                                |
| 16:00 EDT         | Juan Pablo Ángel 48'                     | (0:0) | 85' Kei Kamara   | Giants Stadium, East Rutherford, New Jersey Widzów: 11 578 Sędzia: Kevin Scott |
| 16:00 EDT         | Dane Richards 29' · Juan Pablo Ángel 37' | (0:0) | 53' Brian Mullan | Giants Stadium, East Rutherford, New Jersey Widzów: 11 578 Sędzia: Kevin Scott |

| 29 listopada 2008 | Houston Dynamo                                         | 0:3   | New York Red Bulls                                                 |                                                                            |
| 14:00 CST         |                                                        | (0:2) | 25' Richards · 36' (k) Juan Pablo Angel · 81' John Wolyniec        | Robertson Stadium, Houston, Teksas Widzów: 30 053 Sędzia: Baldomero Toledo |
| 14:00 CST         | Eddie Robinson 62' · Pat Onstad 69' · Brian Mullan 73' | (0:2) | 5' Dave van den Bergh · 28' Kevin Goldthwaite · 45+2' Luke Sassano | Robertson Stadium, Houston, Teksas Widzów: 30 053 Sędzia: Baldomero Toledo |

Dwumecz wygrało New York Red Bulls wynikiem 4:1.

#### Para nr 4
| 11 listopada 2008 | Real Salt Lake                         | 1:0   | Chivas USA                         |                                                                        |
| 16:00 MDT         | Yura Movsisyan 90'                     | (0:0) |                                    | Rio Tinto Stadium, Sandy (Utah) Widzów: 14 719 Sędzia: Ricardo Salazar |
| 16:00 MDT         | Andy Williams 29' · Kyle Beckerman 42' | (0:0) | 66' Ante Razov · 75' Shavar Thomas | Rio Tinto Stadium, Sandy (Utah) Widzów: 14 719 Sędzia: Ricardo Salazar |

| 28 listopada 2008 | Chivas USA                                                                         | 2:2   | Real Salt Lake                                           |                                                                                       |
| 19:30 PST         | Sacha Kljestan 30' (k) · Justin Braun 83'                                          | (1:1) | 39' Dema Kovalenko · 77' Javier Morales                  | Dignity Health Sports Park, Carson, Kalifornia Widzów: 19 256 Sędzia: Michael Kennedy |
| 19:30 PST         | Paulo Nagamura 22' · Jonathan Bornstein 60' · Ante Razov 86' · Shavar Thomas 90+1' | (1:1) | 10' Clint Mathis · 30' Nat Borchers · 42' Dema Kovalenko | Dignity Health Sports Park, Carson, Kalifornia Widzów: 19 256 Sędzia: Michael Kennedy |

Dwumecz wygrało Real Salt Lake wynikiem 3:2.

### Półfinał
| 113 listopada 2008 | Columbus Crew                          | 2:1   | Chicago Fire                                                    |                                                                    |
| 19:30 EST          | Chad Marshall 49' · Eddie Gaven 55'    | (0:1) | 29' Brian McBride                                               | Mapfre Stadium, Columbus, Ohio Widzów: 14 688 Sędzia: Terry Vaughn |
| 19:30 EST          | Danny O’Rourke 57' · Will Hesmer 90+2' | (0:1) | 22' Bakary Soumare · 48' Gonzalo Segares · 67' Brandon Prideaux | Mapfre Stadium, Columbus, Ohio Widzów: 14 688 Sędzia: Terry Vaughn |

| 215 listopada 2008 | Real Salt Lake                                                       | 0:1   | New York Red Bulls     |                                                                     |
| 19:30 MST          |                                                                      | (0:1) | 28' Dave van den Bergh | Rio Tinto Stadium, Sandy (Utah) Widzów: 20 008 Sędzia: Jair Marrufo |
| 19:30 MST          | 45' Kevin Goldthwaite · 64' Jorge Alberto Rojas · 90+4' Chris Leitch | (0:1) |                        | Rio Tinto Stadium, Sandy (Utah) Widzów: 20 008 Sędzia: Jair Marrufo |

### Finał
| 23 listopada 2008 | Columbus Crew                                                 | 3:1   | New York Red Bulls |                                                                                        |
| 12:30 PST         | Alejandro Moreno 31' · Chad Marshall 53' · Frankie Hejduk 82' | (1:0) | 51' John Wolyniec  | Dignity Health Sports Park, Carson, Kalifornia Widzów: 27 000 Sędzia: Baldomero Toledo |
| 12:30 PST         | Gino Padula 68'                                               | (1:0) | 4' Chris Leitch    | Dignity Health Sports Park, Carson, Kalifornia Widzów: 27 000 Sędzia: Baldomero Toledo |